# Messaoud Berkous
Messaoud Berkous, né le 20 juillet 1989 à Bethioua (Wilaya d'Oran), est un handballeur algérien évoluant au poste d'arrière gauche au club Qatari d'Al-Arabi.

## Biographie
Messaoud Berkous commence sa carrière de handballeur avec la JPA Aïn El Bia dans la commune de Aïn El Bia (wilaya d'Oran).

## Palmarès

### En clubs
Compétitions internationales
- Vainqueur de la Ligue des champions d'Afrique, 2008, 2009 (avec  GS pétroliers), 2017 (avec  Zamalek SC)
- Vainqueur de la Supercoupe d'Afrique 2018 (avec  Zamalek SC)
- Finaliste de la Coupe du monde des clubs : 2014 (avec  Al-Sadd SC)[2]

Compétitions nationales
- Vainqueur du Championnat d'Algérie en 2006, 2007, 2008, 2009, 2010, 2011, 2014,2016,2017 et 2018
- Vainqueur de la Coupe d'Algérie en 2006, 2007,2008, 2009, 2010,2011,2012,2013,2014,2017 et 2019
- Vainqueur de la Supercoupe d'Algérie : 2016, 2017, 2018

Compétitions régionales
- Vainqueur de la Coupe du Golfe des clubs champions 2014 (avec  Al-Sadd SC)
- Vainqueur de la Coupe arabe des clubs vainqueurs de coupe  2014 (avec  Al-Qurain)
- Médaille de bronze à la Ligue des champions d'Asie 2014 (avec  Al-Qurain)
- Finaliste de la Supercoupe arabe 2018 (avec  CS Sakiet Ezzit)

### En équipe nationale d'Algérie
Championnats du monde
- 19e place au championnat du monde 2009 ( Croatie)
- 15e place au championnat du monde 2011 ( Suède)
- 17e place au championnat du monde 2013 ( Espagne)
- 24e place au championnat du monde 2015 ( Qatar)
- 22e place au Championnat du monde 2021 ( Égypte)
- 30e place au Championnat du monde 2025 ( Croatie/ Danemark/ Norvège)

Championnats du monde junior et jeunes
- 19e place au Championnat du monde junior 2009  ( Égypte)
- 14e place au Championnat du monde jeunes 2007 ( Bahreïn)

Championnats d'Afrique
- Médaille de bronze au championnat d'Afrique 2008 ( Angola)
- Médaille de bronze au championnat d'Afrique 2010 ( Égypte)
- Médaille d'argent au championnat d'Afrique 2012 ( Maroc)
- Médaille d'or au championnat d'Afrique 2014 ( Algérie)
- 4e place au  Championnat d'Afrique 2016 ( Égypte)
- 6e place au Championnat d'Afrique 2018 ( Gabon)
- Médaille de bronze au Championnat d'Afrique  2020 ( Tunisie)
- 5e place au Championnat d'Afrique  2022 ( Égypte)
- Médaille d'argent au Championnat d'Afrique  2024 ( Égypte)

Jeux africains
- Médaille de bronze aux Jeux africains 2011

### Récompenses individuelles
- Meilleur ailier droit du championnat d'Afrique 2008
- Meilleur arrière gauche du championnat d'Afrique 2010
- Meilleur joueur du championnat d'Afrique 2014
- Meilleur buteur du championnat d'Afrique 2014
- Meilleur demi-centre du Championnat d'Afrique 2018
- Meilleur buteur du Championnat d'Afrique 2018
- Meilleur buteur du championnat d'Afrique 2020
- Élu meilleur joueur du mois du Istres Provence HB en octobre 2022
- Élu meilleur joueur du mois du Istres Provence HB en décembre 2022